# Kulturna zajednica Stara Majevica
Udruga kulturna zajednica „Stara Majevica“ je hrvatska kulturna udruga iz Bosne i Hercegovine. Osnovana je 2007. godine. Sjedište je u Društvenom domu u Gornjoj Obodnici.
Ime nosi po Staroj Majevici.
Osnovana je radi očuvanja kulturne baštine soljanskoga kraja. Mnogo je kulturne baštine ostalo devastirano u ratu. U ratu i poslije rata izgrađeno je dosta nelegalnih objekata. Prirodna sredina je narušena. Udruga nastoji te procese spriječiti kroz svoj rad. Organinizira biciklijadu. Računaju da uz Likovnu koloniju Breške, uređenje izvora rijeke Tinje, zaštitu stećaka i niza drugih aktivnosti soljanski kraj može mnogo ponuditi turistima i obogatiti ponudu u samom gradu Tuzli. KZ Stara Majevica je graditelj Spomen obilježja devetorici poginulih branitelja Gornje Obodnice i Parka mira, u Dvoru. Otvaranje je upriličeno u sklopu obilježavanja svetkovine Dani Velike Gospe Breške 2012. Spomenik - križ je otkrio i spomen park proglasio otvorenim Mato Mrkonjić, dopredsjednik Kulturne zajednice Stara Majevica i glavni donator. Projekt je započet 2007. godine i tek 2012. godine okončan. KZ Planira napraviti još nekoliko zanimljivih projekata radi privlačenja turista.